# 伊卡利寧
伊卡利寧（芬蘭語：Ikaalinen），是芬蘭西南部皮尔坎马区的市镇，距離坦佩雷約50公里。市镇面積为843.40平方公里，2023年人口数量为6,850人。其中約97%居民的母語是芬蘭語。

## 外部連結
- 官方网站  （文）